# بني قاسم (بني سويف)
قرية بنى قاسم هي إحدى القرى التابعة لمركز ببا في محافظة بني سويف في جمهورية مصر العربية. حسب إحصاءات سنة 2006، بلغ إجمالي السكان في بنى قاسم 8689 نسمة، منهم 4484 رجل و4205 امرأة.